# Baron Hawke
Baronowie Hawke 1. kreacji (parostwo Wielkiej Brytanii)
- 1776–1781: Edward Hawke, 1. baron Hawke
- 1781–1805: Martin Bladen Hawke, 2. baron Hawke
- 1805–1824: Edward Harvey-Hawke, 3. baron Hawke
- 1824–1869: Edward William Harvey-Hawke, 4. baron Hawke
- 1869–1870: Stanhope Harvey-Hawke, 5. baron Hawke
- 1870–1887: Edward Henry Julius Hawke, 6. baron Hawke
- 1887–1938: Martin Bladen Hawke, 7. baron Hawke
- 1938–1939: Edward Julian Hawke, 8. baron Hawke
- 1939–1985: Bladen Wilmer Hawke, 9. baron Hawke
- 1985–1992: Julian Stanhope Theodore Hawke, 10. baron Hawke
- 1992 -: Edward George Hawke, 11. baron Hawke

Najstarszy syn 11. barona Hawke: William Martin Theodore Hawke